# Jurandir Paes Leme
Jurandir dos Reis Paes Leme (Rio de Janeiro, 1896 - Rio de Janeiro, 1953) foi um pintor, professor e desenhista brasileiro, que se dedicou à pintura de marinhas e paisagens. Fez os seus estudos preparatórios em pintura e desenho na Escola Nacional de Belas Artes, onde teve como mestres Henrique Bernardelli e Lucílio de Albuquerque. Depois de conquistar a Medalha de Prata em 1941, recebeu, no Salão Nacional de Belas Artes do ano de 1945, o cobiçado Prêmio de Viagem ao estrangeiro. Foi professor catedrático de Desenho no Colégio Pedro II, cuja diretoria haveria de ocupar por decreto governamental, como informado no Boletim de Belas Artes de agosto de 1947.